# Petrovsko-Razoemovskaja
Petrovsko-Razoemovskaja (Russisch: Петровско-Разумовская uitspraakⓘ) is een station aan de Serpoechovsko-Timirjazevskaja-lijn (lijn 9) en de Ljoeblinsko-Dmitrovskaja-lijn (lijn 10) van de Moskouse metro. Het noordelijke eindpunt van lijn 9 lag bij de opening nog twee stations noordelijker. Sinds 16 september 2016 is het het zesde Moskouse metrostation met een overstap op hetzelfde perron toen door de opening van het traject tussen hier en Marina Rosjtsja lijn 10 dit station bereikte. Op 22 maart 2018 is ook lijn 10 verder naar het noorden verlengd. 

## Geschiedenis
In het algemeen ontwikkelingsplan van de Moskouse metro van 1938 was Petrovsko-Razoemovskaja al als onderdeel van de Tagansko-Timirjazevski-lijn, die Koezminki in het zuiden met Lichobory in het noorden zou verbinden, opgenomen. Deze lijn zou ten noorden van het centrum langs de Dimitrovski autoweg lopen. Na de Tweede Wereldoorlog kwamen er nieuwe plannen en in 1947 werd voorgesteld het tracé langs de Dmitrovski autoweg onderdeel te maken van de Kaloezjsko-Timirjazevski-lijn. In 1957 werd dit plan goegekeurd maar de lijn kwam er evenmin. In het kaderplan van 1965 volgde een herziening en in de uitwerking van 1971 werd het tracé onderdeel van de Serpoechovsko-Timirjazevskaja-lijn met Petrovsko-Razoemovskaja als noordelijk eindpunt. Het zuidelijke deel van de Serpoechovsko-Timirjazevskaja-lijn werd in de jaren 70 van de twintigste eeuw gebouwd. Vlak voor de opening in 1983 publiceerde Metrostroi de plannen voor het deel naar Timirjazevskaja en het toen beoogde noordelijke eindpunt Petrovsko-Razoemovskaja. Het traject van lijn 9 loopt ten noorden van Savolovskaja parallel aan de voorstadslijn. Daarnaast had metrostroi ook een tracé ingetekend vanaf Petrovsko-Razoemovskaja naar het zuidoosten. Deze Dmitrovski-radius, die in uitgewerkte plannen uit 1985 via het omroepcentrum naar Marina Rosjtsja zou lopen, werd het noordelijke deel van de Ljoeblinsko-Dmitrovskaja-lijn. Van beide lijnen werd eerst het deel ten zuiden van het centrum gebouwd, de bouw van lijn 10 begon in 1988 toen het noordelijke deel van lijn 9 al zijn voltooiing naderde. Destijds werd besloten om op Petrovsko-Razoemovskaja een overstap op hetzelfde perron tussen beide lijnen mogelijk te maken.
Op 1 maart 1991 werd het station geopend met alleen de westelijke middenhal al waren de aansluitende tunnels zo gelegd dat lijn 10 later ingevoegd kon worden. Het baanvak Savjolovskaja – Otradnoje, waar  Petrovsko-Razoemovskaja deel van uit maakt, is het laatste deel van de metro dat ten tijde van de Sovjet Unie werd geopend. Het zuidelijke deel van lijn 10 werd, na herhaaldelijk uitstel, in 1995 geopend, door het uiteenvallen van de Sovjet-Unie en de Roebelcrisis liep de bouw van het noordelijke deel een grote vertraging op en bereikte lijn 10 pas 25 jaar na lijn 9 het station. Op 29 augustus 2016 werd de oostelijke hal opgeleverd en reden de metro's van lijn 9 niet meer over de overloopwissels maar in beide richtingen over de eigen sporen aan de westkant van de respectievelijke perrons. Vanaf 16 september 2016 rijden de metro's van lijn 10 langs de oostkant van de respectievelijke perrons. Tot 22 maart 2018 was het station het diepst gelegen metrostation buiten het centrum van Moskou. Sindsdien is het station niet meer het noordelijke eindpunt van lijn 10 en werd Verchnië Lichobory het diepst gelegen station buiten het centrum.

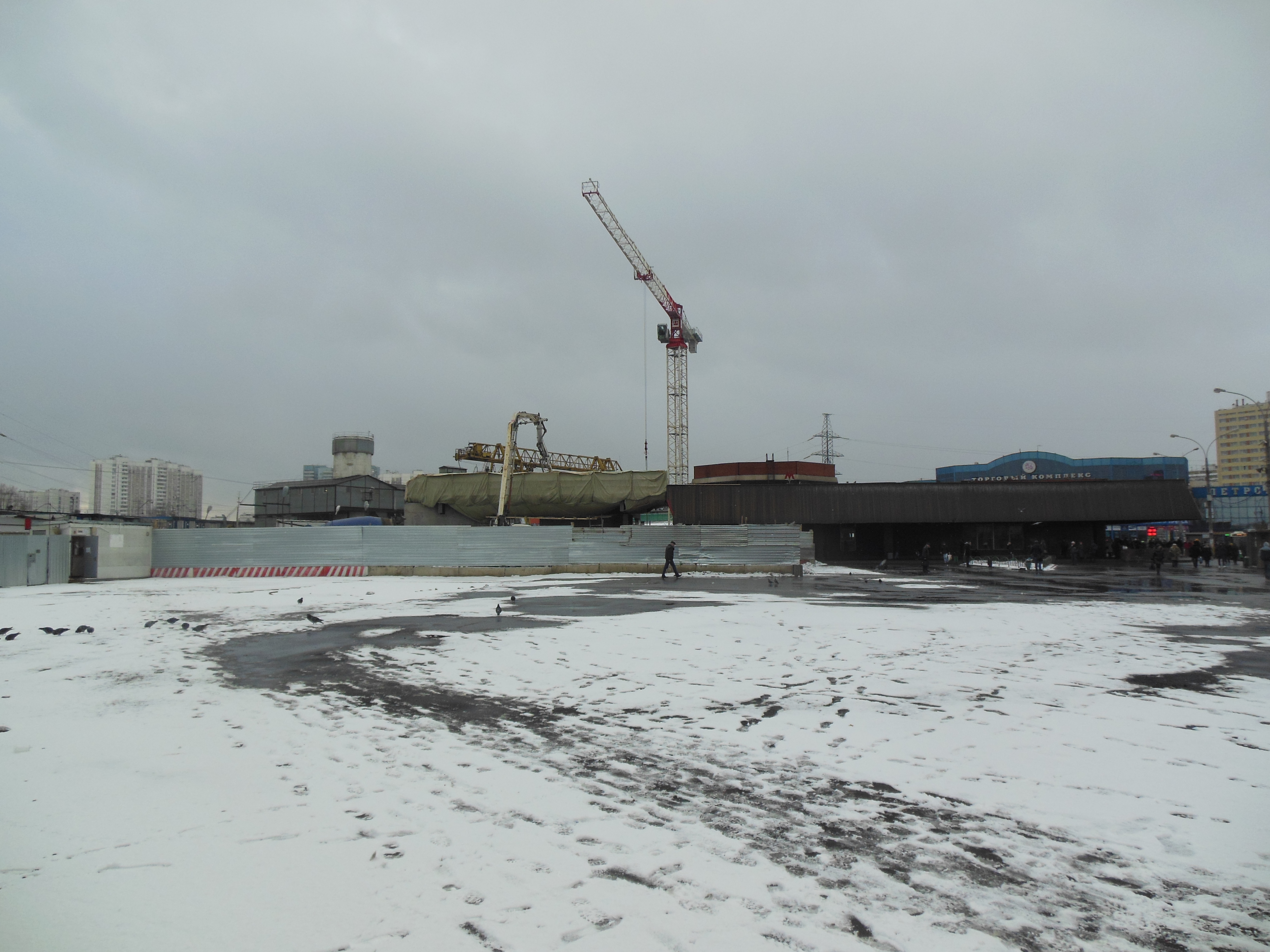
Het stationsgebouw in februari 2016
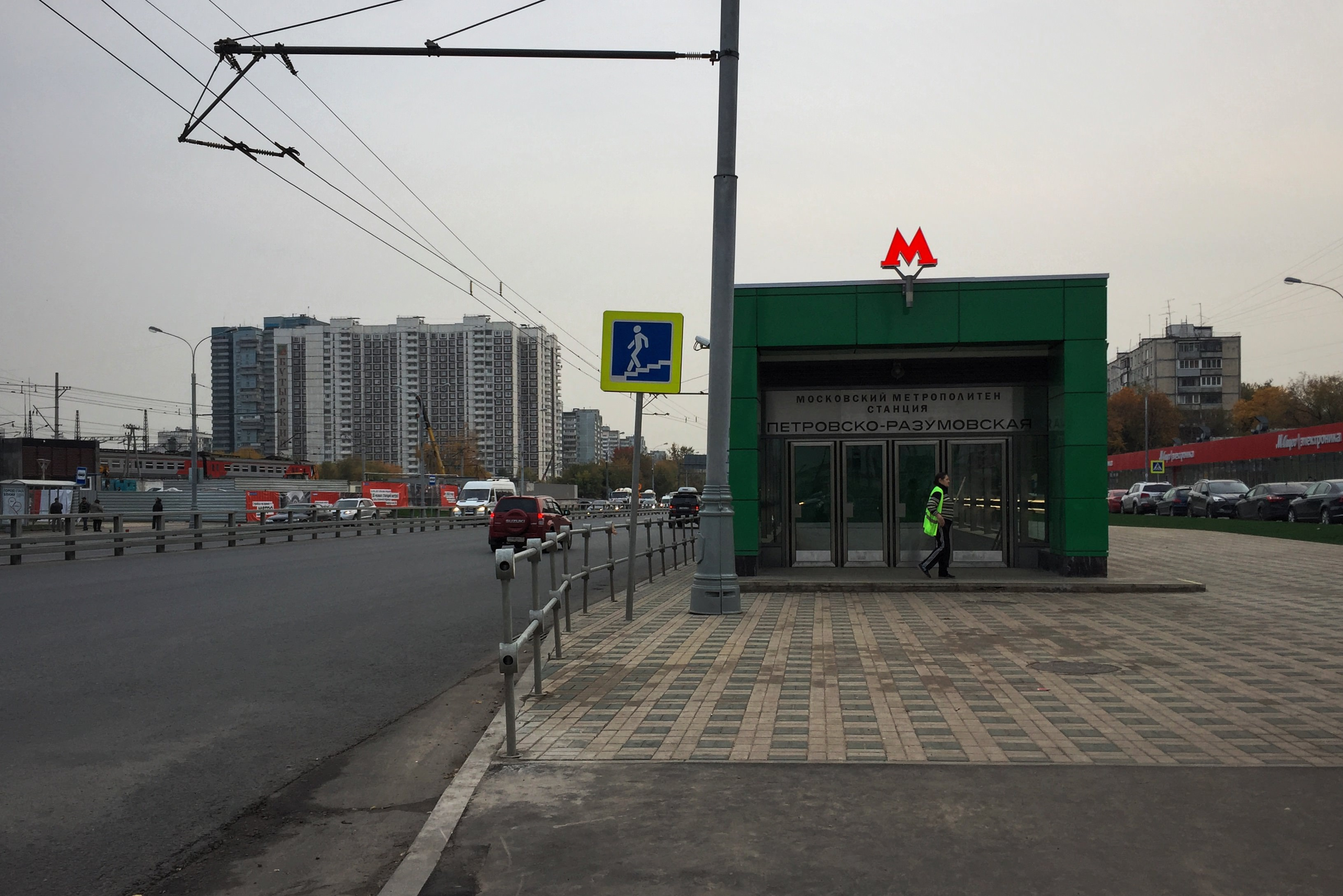
Een van de toegangen tot de zuidelijke verdeelhal
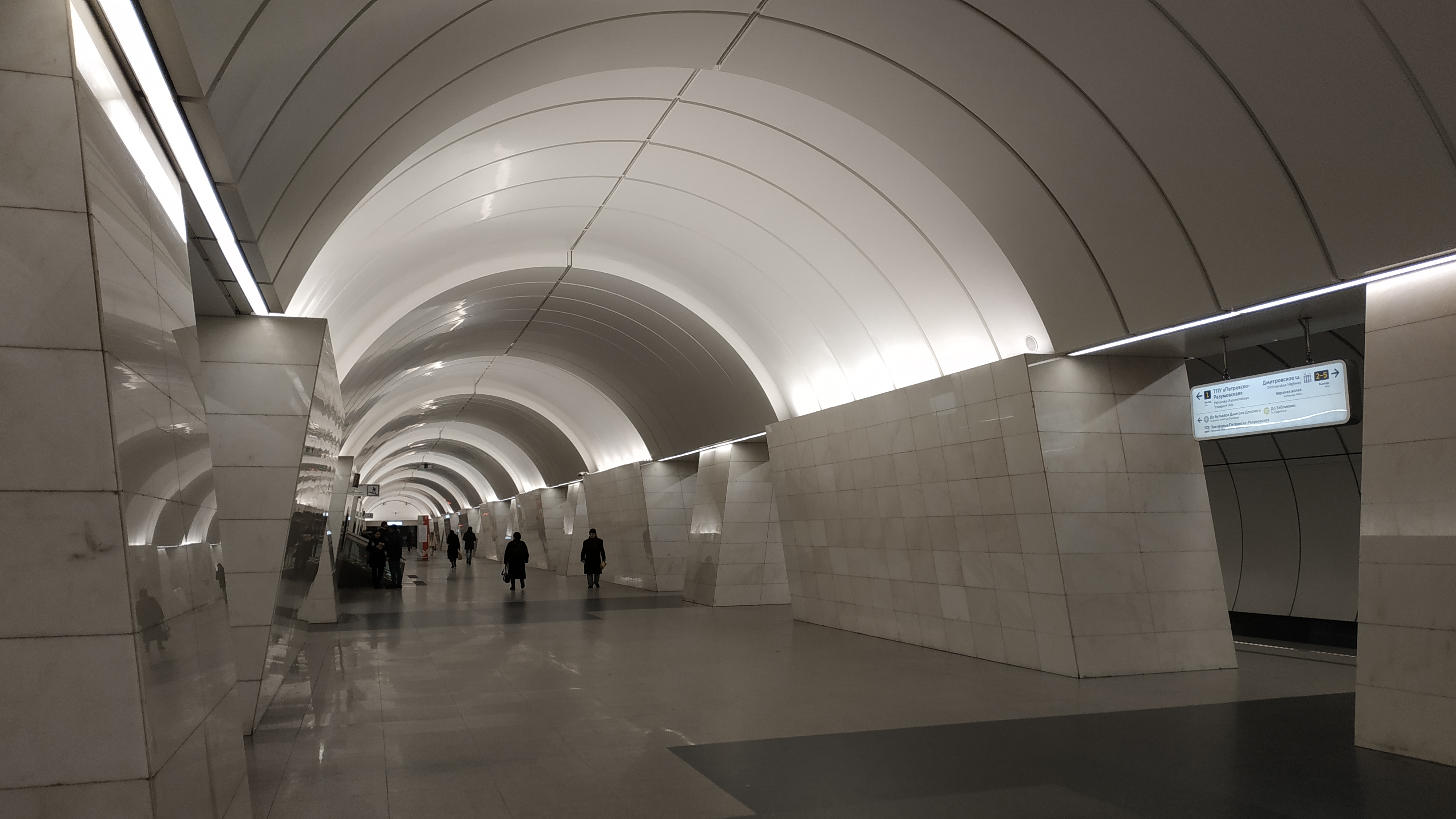
De oostelijke middenhal

## Ontwerp en inrichting
Het station heeft twee verdeelhallen, de noordelijke bevindt zich in het stationsgebouw uit 1991, de zuidelijke ligt ondergronds bij de Dmitrovskoje-Sjosse. De perrons liggen 61 meter onder de oktoberspoorweg, de oostelijke hal is voor de metro's naar het noorden, de westelijke voor de metro's naar het zuiden. De noordelijke verdeelhal werd in 2016 – 2017 uitgebreid en is met roltrappen verbonden met beide middenhallen. Het stationsgebouw is opgtrokken uit rode baksteen. De Georgisch-Russische kunstenaar Zoerab Tsereteli maakte glas in loodramen voor het stationsgebouw en ook boven de roltrappen is een glas in loodraam aangebracht. De zuidelijke verdeelhal is alleen met de oostelijke middenhal verbonden. Reizigers die van richting willen veranderen moeten via de overstapbrug naar de andere hal, reizigers die in dezelfde richting willen overstappen hoeven alleen het perron over te steken. 

### West
Ondergronds is de westelijke hal met perrons gebouwd als kolommenstation. De middenhal heeft een diameter van 9,5 meter, de tunnels met de perrons en sporen zijn 8,5 meter breed. Het midden van de sporen ligt 16,28 meter uit elkaar. Het westelijke deel is als eerste gebouwd en de metro's van lijn 9 in noordelijke richting reden tot 2016 via overloopwissels van en naar het spoor dat nu voor lijn 10 in zuidelijke richting wordt gebruikt. De noordelijke overloopwissels zijn na de opening van de oostelijke hal gebleven, die aan de zuidkant zijn verwijderd. Het gewelf wordt gedragen door kolommen tussen de middenhal en de perrons. De roltrappen sluiten aan de noordkant aan op de middenhal, aan de zuidkant is een blinde muur waar vazen met gipsen bloemen zijn geplaatst. Er zijn geen plannen om deze muur te doorbreken en reizigers van en naar de zuidelijke verdeelhal zullen via het oostelijke perron moeten. Tijdens de verbouwing van het stationsgebouw gold dit voor alle reizigers omdat toen de roltrappen tijdelijk waren afgesloten door een scheidingswand. 

### Oost
De oostelijke hal met perrons is gebouwd als pylonenstation. De middenhal is hier 6,1 meter hoog, de pylonen zijn 6,25 meter lang en 1 meter dik. De doorgangen tussen middenhal en perron zijn 4,25 meter breed. De pylonen zijn bekleed met wit marmer dat zodanig is geplaatst dat het schuine pylonen suggereert. Aan de perronzijde zijn accenten aangebracht met groen “verde malachiet” marmer, de tunnelwand zelf is bekleed met aluminium panelen. Deze hal is zowel aan de noord- als de zuidkant via roltrappen verbonden met de respectievelijke verdeelhallen.

## Reizigersverkeer
In 1999 telde het station 95.599 reizigers per dag, in 2002 was dit gestegen tot 87.200 instappers en 85.200 uitstappers per dag. In 2016 werd een aantal van 135.000 reizigers per dag gehaald. Reizigers richting Vladykino kunnen vanaf 6:07 uur de metro nemen. Richting Timirjazevskaja is dit op werkdagen om 5:31 uur en in het weekeinde om 5:34 uur. Richting Okroezjnaja kan op even dagen vanaf 5:55 uur en op oneven dagen vanaf 5:56 uur worden ingestapt.  
De eerste metro van de dag richting Fonvizinskaja vertrekt op even dagen om 5:40 uur en op oneven dagen om 5:46 uur.  De zuidelijke verdeelhal, die in 2016 werd geopend, ligt ondergronds en sluit aan op een voetgangerstunnel onder de Dmitrovskoje-Sjosse. Deze voetgangerstunnel heeft toegangen aan beide zijden van de autoweg, waar reizigers kunnen overstappen op diverse buslijnen. Het bovengrondse stationsgebouw aan de noordkant ligt aan een plein waar de Lokomotiefdreef en de parallelweg van de Oktoberspoorweg (Moskou – St. Petersburg). De kledingmarkt die hier gehouden werd moest in 2016 plaatsmaken voor de vergroting van het stationsgebouw en een winkel- en vermaakscentrum. Tevens is hier de bouw van een verkeersknooppunt voorzien. De treinhalte Petrovsko-Razoemovskoje aan de oktoberspoorweg, uit 1874, ligt ongeveer 500 meter noordelijker dan het metrostation. Het is de bedoeling om dit te verplaatsen naar het toekomstige verkeersknooppunt bestaande uit het metrostation, de halte aan de oktoberspoorweg (D3) en de halte van de D1. De D1 maakt gebruik van Savelovski spoorlijn die hier de oktoberspoorweg kruist. Als het verkeersknooppunt gereed is zal het zelfs door de Sapsan, de Russische hogesnelheidstrein, worden bediend.